# Diócesis de Huajuapan de León
La diócesis de Huajuapan de León (en latín: Dioecesis Huaiuapanensis) es una circunscripción eclesiástica de la Iglesia católica en México. Se trata de una diócesis latina, sufragánea de la arquidiócesis de Puebla de los Ángeles. Desde el 27 de marzo de 2021 su obispo es Miguel Ángel Castro Muñoz.

## Territorio y organización
La diócesis tiene 26 000 km² y extiende su jurisdicción sobre los fieles católicos de rito latino residentes en 76 municipios del estado de Oaxaca y en 17 municipios del estado de Puebla. Forma parte de la Zona Pastoral de Oriente.
La sede de la diócesis se encuentra en la ciudad de Huajuapan de León, en donde se halla la Catedral de San Juan Bautista.
En 2021 en la diócesis existían 76 parroquias agrupadas en 6 decanatos.

## Historia
La diócesis de Mixtecas fue erigida el 25 de abril de 1902 con la bula Apostolica Sedes del papa León XIII, obteniendo el territorio de la arquidiócesis de Antequera y de la antigua diócesis de Tlaxcala. El primer obispo de la diócesis fue Rafael Amador y Hernández. Tras su elección, el 27 de marzo de 1903, fue consagrado obispo el 29 de junio de 1903 y tomó posesión de la diócesis el 9 de agosto del mismo año.
Originalmente inmediatamente sujeta a la Santa Sede, el 11 de agosto de 1903 pasó a formar parte de la provincia eclesiástica de la arquidiócesis de Puebla de los Ángeles.
El 13 de noviembre de 1903 asumió su nombre actual en virtud del decreto Litteris apostolicis de la Congregación Consistorial.

## Estadísticas
Según el Anuario Pontificio 2022 la diócesis tenía a fines de 2021 un total de 1 275 140 fieles bautizados.
| Año                                                                             | Población | Población | Población      | Sacerdotes | Sacerdotes | Sacerdotes | Católicos por sacerdote | Diáconos permanentes | Religiosos | Religiosos | Parroquias y cuasiparroquias |
| Año                                                                             | Católicos | Total     | % de católicos | Total      | Diocesanos | Regulares  | Católicos por sacerdote | Diáconos permanentes | Masculinos | Femeninos  | Parroquias y cuasiparroquias |
| ------------------------------------------------------------------------------- | --------- | --------- | -------------- | ---------- | ---------- | ---------- | ----------------------- | -------------------- | ---------- | ---------- | ---------------------------- |
| 1950                                                                            | 300 000   | 300 100   | 100.0          | 75         | 75         |            | 4000                    |                      |            | 13         | 40                           |
| 1966                                                                            | 319 300   | 320 000   | 99.8           | 109        | 109        |            | 2929                    |                      |            | 20         | 41                           |
| 1970                                                                            | 335 500   | 336 000   | 99.9           | 86         | 86         |            | 3901                    |                      |            | 50         | 40                           |
| 1976                                                                            | 377 000   | 382 000   | 98.7           | 100        | 99         | 1          | 3770                    |                      | 6          | 70         | 47                           |
| 1980                                                                            | 392 000   | 394 000   | 99.5           | 101        | 101        |            | 3881                    |                      | 4          | 63         | 47                           |
| 1990                                                                            | 406 850   | 417 226   | 97.5           | 105        | 104        | 1          | 3874                    |                      | 1          | 118        | 51                           |
| 1999                                                                            | 608 000   | 613 000   | 99.2           | 100        | 100        |            | 6080                    |                      |            | 150        | 68                           |
| 2000                                                                            | 608 500   | 616 000   | 98.8           | 104        | 104        |            | 5850                    |                      |            | 144        | 68                           |
| 2001                                                                            | 611 200   | 620 000   | 98.6           | 108        | 108        |            | 5659                    |                      |            | 157        | 71                           |
| 2002                                                                            | 620 300   | 650 000   | 95.4           | 108        | 108        |            | 5743                    |                      |            | 136        | 71                           |
| 2003                                                                            | 690 200   | 720 000   | 95.9           | 109        | 109        |            | 6332                    |                      |            | 139        | 71                           |
| 2004                                                                            | 715 000   | 750 000   | 95.3           | 109        | 109        |            | 6559                    |                      |            | 153        | 71                           |
| 2006                                                                            | 720 000   | 760 000   | 94.7           | 111        | 111        |            | 6486                    |                      |            | 166        | 71                           |
| 2013                                                                            | 1 225 000 | 1 250 000 | 98.0           | 112        | 112        |            | 10 937                  |                      |            | 148        | 72                           |
| 2016                                                                            | 1 238 455 | 1 259 850 | 98.3           | 112        | 112        |            | 11 057                  |                      |            | 160        | 72                           |
| 2019                                                                            | 1 245 110 | 1 276 034 | 97.6           | 118        | 118        |            | 10 551                  |                      |            | 157        | 76                           |
| 2021                                                                            | 1 275 140 | 1 308 000 | 97.5           | 118        | 118        |            | 10 806                  |                      |            | 131        | 76                           |
| Fuente: Catholic-Hierarchy, que a su vez toma los datos del Anuario Pontificio. |           |           |                |            |            |            |                         |                      |            |            |                              |

## Episcologio

### Obispo de Mixtecas
| Escudo | Nombre del titular          | Período                                     | Fin del cargo (razón)           |
| ------ | --------------------------- | ------------------------------------------- | ------------------------------- |
|        | Rafael Amador y Hernández † | 27 de marzo de 1903-13 de noviembre de 1903 | Cambio de nombre de la diócesis |

### Obispos de Huajuapan de León
| Escudo | Nombre del titular                 | Período                                     | Fin del cargo (razón)                    |
| ------ | ---------------------------------- | ------------------------------------------- | ---------------------------------------- |
|        | Rafael Amador y Hernández †        | 13 de noviembre de 1903-3 de junio de 1923  | Falleció                                 |
|        | Luis María Altamirano y Bulnes †   | 3 de agosto de 1923-13 de marzo de 1933     | Nombrado obispo de Tulancingo            |
|        | Jenaro Méndez y del Río †          | 17 de marzo de 1933-13 de marzo de 1952     | Falleció                                 |
|        | Celestino Fernández y Fernández †  | 12 de mayo de 1952-25 de julio de 1967      | Retirado                                 |
|        | José López Lara †                  | 11 de diciembre de 1967-28 de julio de 1981 | Nombrado obispo de San Juan de los Lagos |
|        | José de Jesús Aguilera Rodríguez † | 11 de junio de 1982-8 de marzo de 1991      | Retirado                                 |
|        | Felipe Padilla Cardona †           | 15 de febrero de 1992-26 de agosto de 1996  | Nombrado obispo coadjutor de Tehuantepec |
|        | Teodoro Enrique Pino Miranda †     | 2 de diciembre de 2000 -2 de julio de 2020  | Falleció                                 |
|        | Miguel Ángel Castro Muñoz          | Desde el 27 de marzo de 2021                |                                          |